# Hal B. Wallis
Hal B. Wallis, pseudonimo di Aaron Blum Wolowicz (Chicago, 14 settembre 1898 – Rancho Mirage, 5 ottobre 1986), è stato un produttore cinematografico statunitense.

## Biografia
In gioventù si trasferì a Los Angeles dove iniziò la sua collaborazione con la Warner Bros. In pochi mesi si fece strada diventando manager dello studio della Warner nel 1928, carica che ricoprì sino al 1933 quando decise di lasciare per altre cariche.
Durante il periodo in cui era legato alla Warner, vide la creazione di film come Casablanca (1942). Nel 1944 decise di mettersi in proprio producendo film come La rosa tatuata (1955), Anna dei mille giorni (1969) che gli valse una candidatura al premio Oscar come miglior film e, concludendo la sua attività, con Torna El Grinta (1975), interpretato da John Wayne.
Hal B. Wallis si sposò due volte. Nel 1927 con l'attrice Louise Fazenda, che morì nel 1962 per emorragia cerebrale, e la seconda volta nel 1966 con l'attrice Martha Hyer, con cui rimase sino alla morte.

## Filmografia

### Produttore
- Piccolo Cesare (Little Caesar) (1931)
- Five Star Final (1931)
- Play-Girl (1932)
- Man Wanted (1932)
- Two Seconds (1932)
- The Strange Love of Molly Louvain (1932)
- Street of Women (1932)
- The Dark Horse (1932)
- Miss Pinkerton (1932)
- Doctor X (1932)
- Amanti senza domani (One Way Passage) (1932)
- Tentazioni (The Cabin in the Cotton), regia di Michael Curtiz (1932)
- Scarlet Dawn (1932)
- They Call It Sin, regia di Thornton Freeland (1932)
- Io sono un evaso (I Am a Fugitive from a Chain Gang), regia di Mervyn LeRoy (1932)
- The Match King (1932)
- Lawyer Man (1933)
- Quarantaduesima strada (42nd Street) - supervisore, non accreditato (1933)
- Il giocatore (Grand Slam) (1933)
- The Mind Reader (1933)
- Ala errante (Central Airport) (1933)
- Eroi in vendita (1933)
- The Narrow Corner (1933)
- Mary Stevens, M.D. (1933)
- Sempre nel mio cuore (Ever in My Heart), regia di Archie Mayo (1933)
- L'imprevisto (Hi, Nellie!) (1934)
- Dark Hazard (1934)
- Journal of a Crime (1934)
- Jimmy il gentiluomo (Jimmy the Gent) (1934)
- Il mercante di illusioni (Upperworld) (1934)
- The Merry Frinks (1934)
- Dr. Monica (1934)
- The Man with Two Faces, regia di Archie Mayo (1934)
- Abbasso le donne (Dames), regia di Ray Enright (1934)
- Madame du Barry (1934)
- I Sell Anything (1934)
- The St. Louis Kid (1934)
- Il selvaggio (Bordertown) (1935)
- I diavoli in paradiso (Devil Dogs of the Air) (1935)
- A Night at the Ritz (1935)
- The Florentine Dagger (1935)
- La pattuglia dei senza paura (G Men) (1935)
- Black Fury (1935)
- Sogno di una notte di mezza estate (A Midsummer Night's Dream) (1935)
- La vita del dottor Pasteur (The Story of Louis Pasteur) (1935)
- Stars Over Broadway (1935)
- La foresta pietrificata (The Petrified Forest), regia di Archie Mayo (1936)
- Miss Pacific Fleet (1935)
- Mogli di lusso (The Golden Arrow), regia di Alfred E. Green (1936)
- Tovarich, regia di Anatole Litvak (1937)
- Le cinque schiave (Marked Woman), regia di Lloyd Bacon (1937)
- Avventura a mezzanotte (It's Love I'm After), regia di Archie Mayo (1937)
- Tradimento (Her Husband's Secretary), regia di Frank McDonald (1937)
- Milionario su misura (The Perfect Specimen), regia di Michael Curtiz (1937)
- Torchy Runs for Mayor, regia di Ray McCarey (1939)
- Saturday's Children, regia di Vincent Sherman - produttore esecutivo (1940)
- Paradiso proibito (All This, and Heaven Too), regia di Anatole Litvak - produttore esecutivo (1940)
- Bionda fragola (The Strawberry Blonde), regia di Raoul Walsh  - produttore esecutivo (1941)
- Sposa contro assegno (The Bride Came C.O.D.), regia di William Keighley (1941)
- Bombardieri in picchiata (Dive Bomber), regia di Michael Curtiz (1941)
- Ribalta di gloria (Yankee Doodle Dandy), regia di Michael Curtiz (1942)
- Perdutamente tua (Now, Voyager), regia di Irving Rapper (1942)
- L'avventura impossibile (Desperate Journey), regia di Raoul Walsh (1942)
- Il giuramento dei forzati (Passage to Marseille), regia di Michael Curtiz (1944)
- Il cantante matto (The Stooge) (1952)
- Torna, piccola Sheba (Come back, little Sheba) (1952)
- Il segreto degli Incas (Secret of the Incas) (1954)
- Selvaggio è il vento (Wild Is the Wind) (1957)
- I 4 figli di Katie Elder (The Sons of Katie Elder) (1965)
- Anna dei mille giorni (Anne Of The Thousand Days) (1969)

### Attore
- Accadde in settembre (September Affair) (1950)
- La rosa tatuata (The Rose Tattoo) (1955)
- Blue Hawaii (1961)